# Jacqueline de Bueil

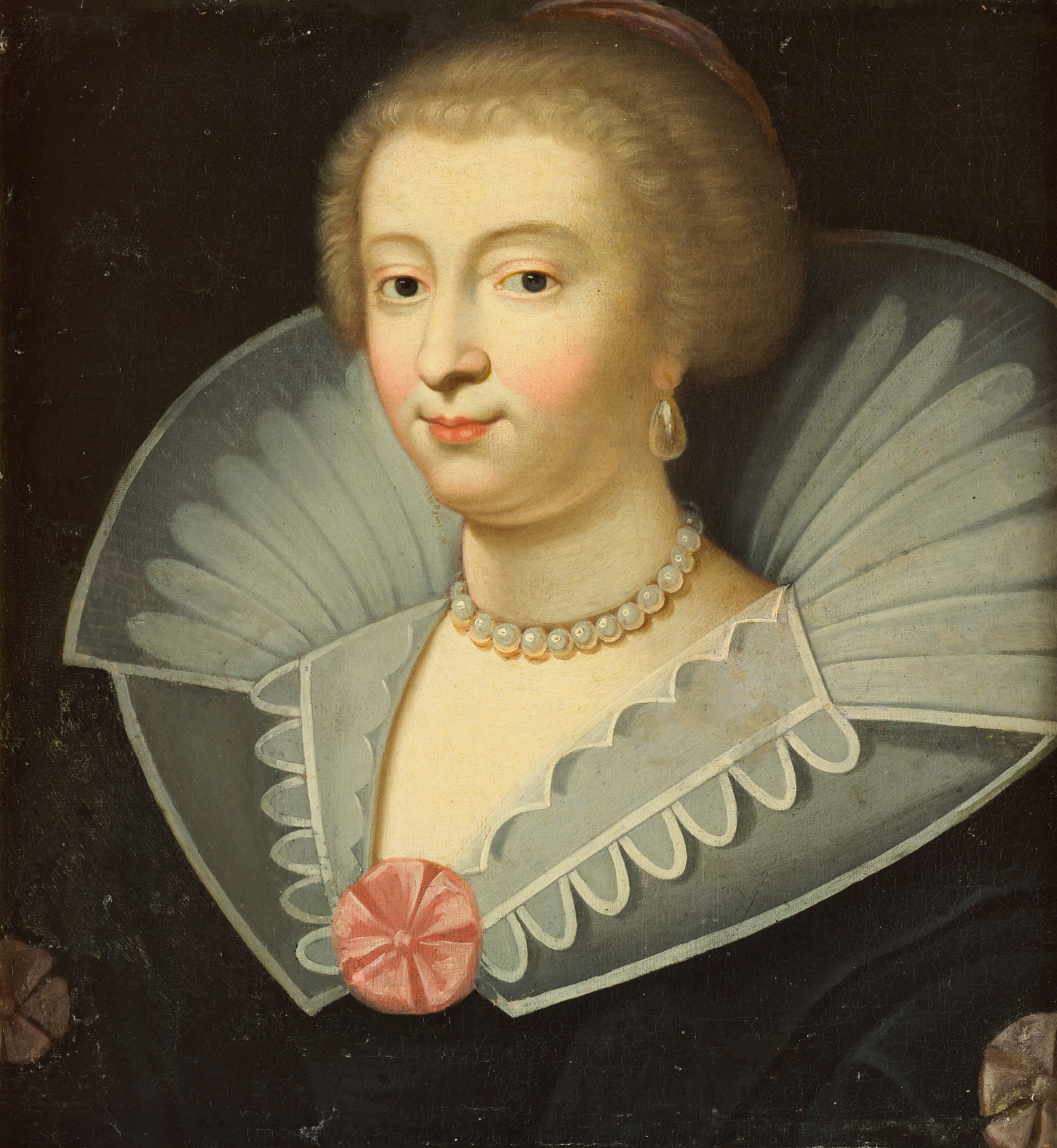
Jacqueline de Bueil

Jacqueline de Bueil (1588–1651), byla francouzská šlechtična a milenka krále Jindřicha IV. mezi roky 1604–1608.

## Život
Narodila se jako dcera Claude de Bueil, pána de Courcillon (1537–1596) a jeho manželky Catherine de Montcler.
I když byla poprvé provdána za Philippe de Harlay |. de Champvallon (1582–1652), hraběte de Césy, tak otcem jejího syna Antoine de Bourbon-Bueil (1606–1632) byl Jindřich IV. Bylo o ní také známo, že měla milostné pletky s několika dalšími muži od královského dvora, mezi nimi byl i Claude de Lorraine, vévoda de Chevreuse, a účastnila se několika spiknutí. V roce 1607 se rozvedla se svým manželem a později se provdala za Reného II. Crespin de Bec, markýze de Vardes.